# 30453 Cambioni
30453 Cambioni è un asteroide della fascia principale. Scoperto nel 2000, presenta un'orbita caratterizzata da un semiasse maggiore pari a 2,865931 UA e da un'eccentricità di 0,135530, inclinata di 12,778860° rispetto all'eclittica. Ha un diametro di 11,052 km e un periodo di rotazione di 3,48412 ore.